# Salih Baljić
Salih Baljić (1. listopadu 1890 Stolac, Bosna a Hercegovina – 4. dubna 1968 Lublaň, Socialistická federativní republika Jugoslávie) byl bosenskohercegovský politik a pedagog bosňáckého původu.

## Životopis
V rodném Stolci absolvoval mekteb, islámskou základní školu, a obecnou školu. Gymnázium dokončil v Mostaru (maturoval 1910). V Záhřebu studoval na filozofické fakultě. V této době přilnul k chorvatské nacionální ideologii v intencích Anteho Starčeviće, mj. působil v Klubu Chorvatů muslimů akademiků z Herceg-Bosny, který jistý čas rovněž vedl. Vedle toho se angažoval v pravašském Chorvatském univerziním spolku Eugena Kumičiće. Jako horlivý vlastenec byl osloven, aby jménem chorvatského studentstva promluvil na pohřbu Antona Gustava Matoše (1914).
V únoru 1919, krátce po vzniku Království Srbů, Chorvatů a Slovinců, aktivně přispěl ke vzniku Jugoslávské muslimské organizace, která zastupovala zájmy bosenkohercegovských muslimů. Za tuto stranu opakovaně kandidoval ve volbách do parlamentu v Bělehradě (1920, 1923, 1925, 1927).
Po vyhlášení královské diktatury roku 1929, které doprovázal i zákaz všech politických stran, nečekaně podpořil nový režim. Od vyhraněného chorvatství vbrzku přešel k integrálnímu jihoslavismu, který předpokládal upozdanění etnických a regionálních identit v nově vyhlášené Jugoslávii. Bez svolení své domovské strany, resp. jejího užšího vedení, pak roku 1931 kandidoval na jednotné vládní kandidátce generála Petra Živkoviće a získal mandát poslance. Roku 1935, kdy se režim po atentátu na krále Alexandra I. (1934) rozvolnil a někdejší JMO znovu vstoupila do vlády, se Baljić z politiky nedobrovolně stáhl. Poté se věnoval učitelské profesi v Sarajevu a Mostaru.
Po německé invazi v dubnu 1941 a rozpadu Jugoslávie se stal horlivým podporovatelem nově vzniklého fašistického Nezávislého státu Chorvatsko (NDH). V srpnu 1941 se přestěhoval do Záhřebu, kde do října 1942 vyučoval na chlapecké střední škole (Treće mužko stvarno obće srednje učilište). V listopadu 1942 se stal vyslancem NDH v Lublani, tehdy okupované Němci a připojené k Třetí řiši. Koncem války působil na stejném postu v Praze. V květnu 1945 spolu s dalšími představiteli NDH utekl před komunistickými partyzány z Chorvatska do Rakouska a poté do Itálie. V roce 1948 byl vydán do Jugoslávie, kde byl následujícího roku odsouzen k trestu smrti. Trest mu byl nakonec zmírněn na 20 let nucených prací, které si odpykával ve věznici ve Sremské Mitrovici. Roku 1957 oslepl, načež byl podmínečně propuštěn. Do konce života pobýval v Lublani, kde nakonec i zemřel.